# Juan Díaz Fleming

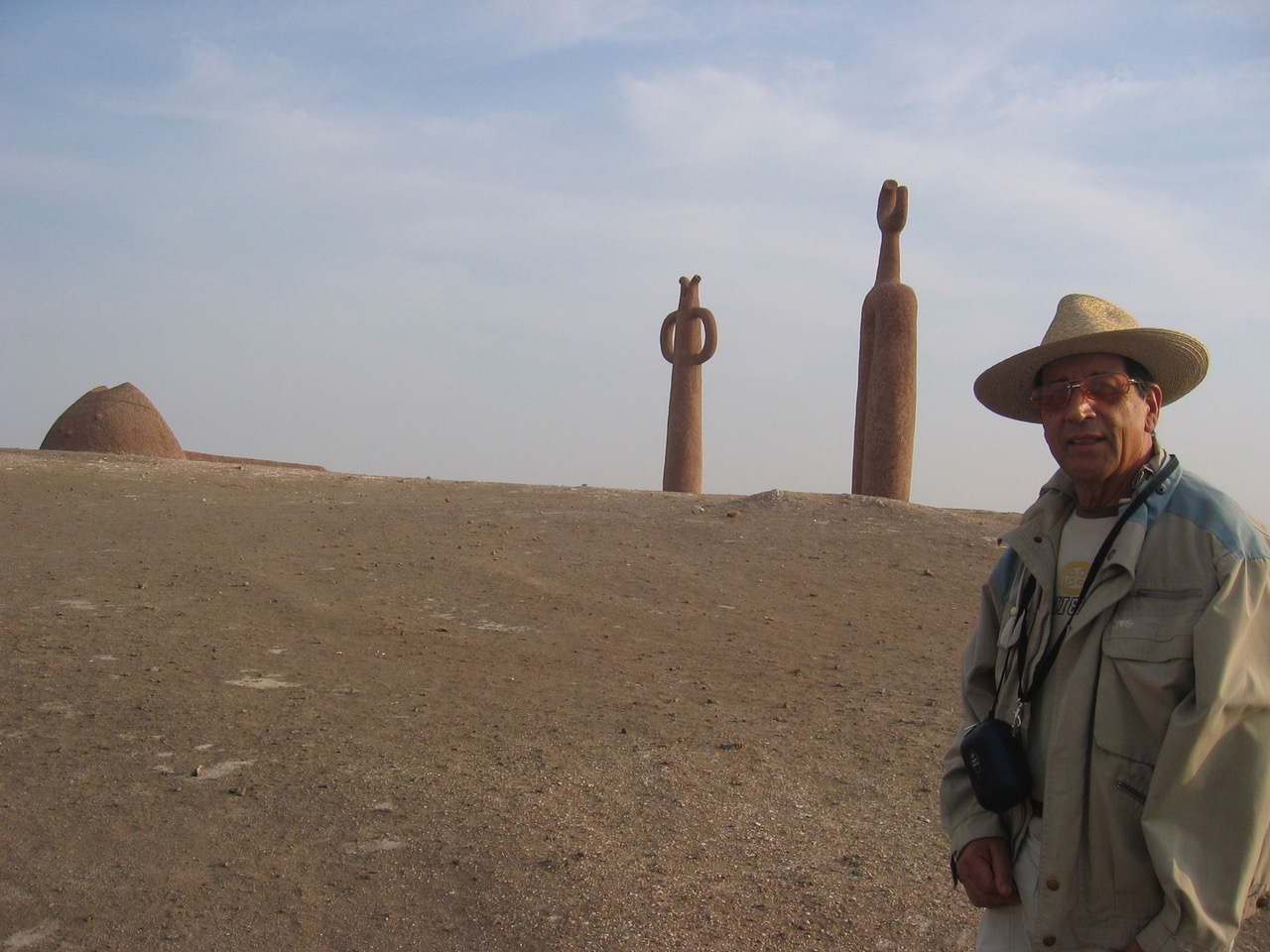
Juan Díaz Fleming vor den Tutelares

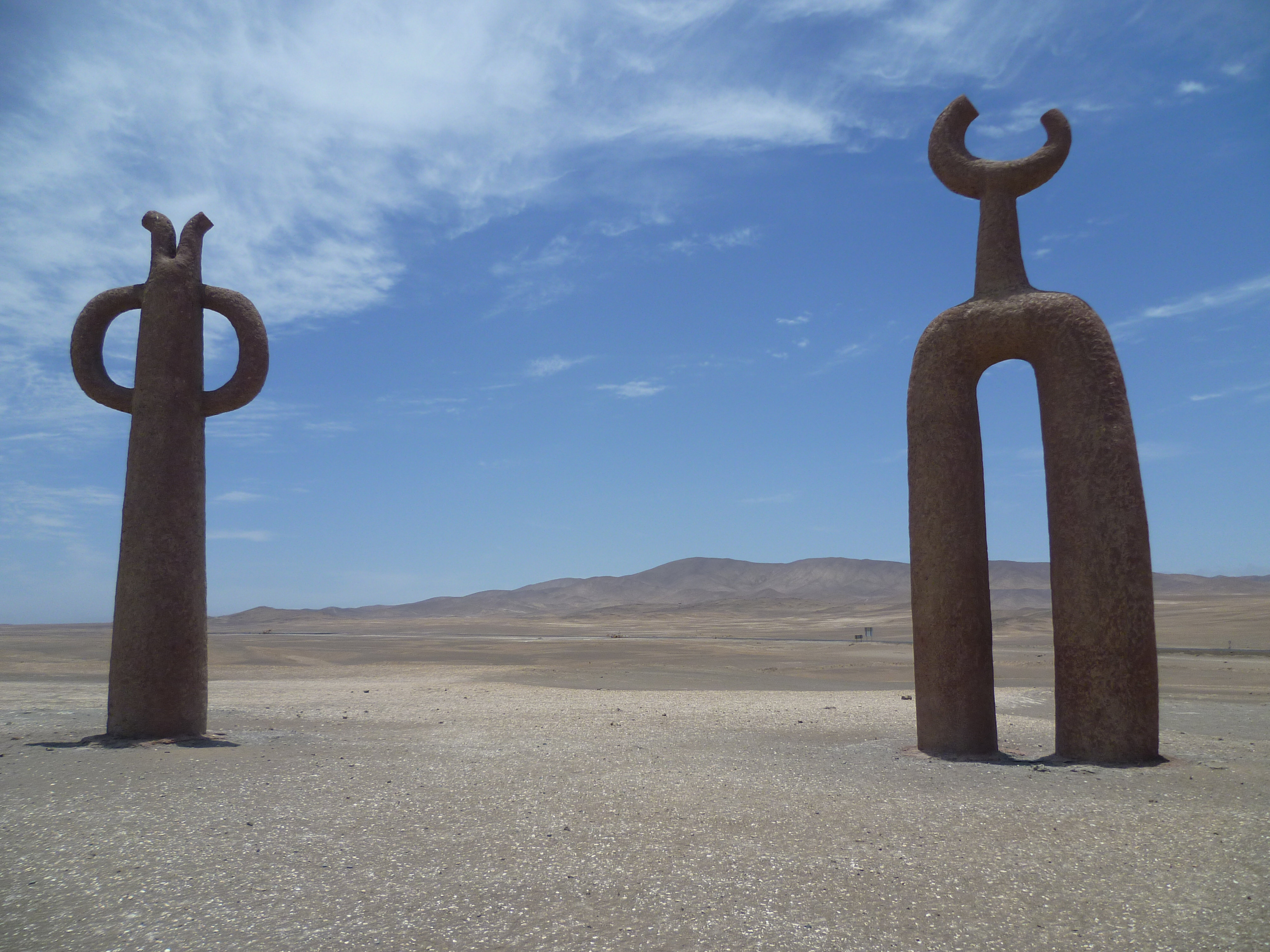
Zwei Tutelares

Juan Díaz Fleming (* 29. Dezember 1937 in Los Andes, Chile) ist ein chilenischer Bildhauer. In seiner Arbeit konzentriert er sich auf das Erschaffen überdimensionaler Skulpturen und Keramikarbeiten.

## Leben
Díaz Fleming studierte an der Universidad de Chile mit dem Schwerpunkt Bildhauerei in der Abteilung für Schöne Künste. Er beendete seine Ausbildung mit einem Abschluss an der Abteilung für angewandte Kunst mit dem Titel eines Keramikers.
Seine erste Anstellung erhielt er im Fortbildungszentrum des chilenischen Bildungsministeriums als Lehrer für plastische Künste.
1983 hielt er sich drei Monate auf Taiwan auf, um als Stipendiat der Regierung eine Weiterbildung in der Keramiktechnik durchzuführen. Ein weiterer Auslandsaufenthalt führte ihn 1988 nach Spanien, an die Universität Complutense Madrid. Im folgenden Jahr nahm er an der Versammlung Lateinamerikanischer Keramikkünstler (“Encuentro Latinoamericano de Cerámica Artística”) in Córdoba, Argentinien teil.
Gegenwärtig ist er Professor an der Universität von Tarapacá in Arica. Er hat den Lehrstuhl für Bildhauerei inne und leitet die Talentschule für Plastikarbeiten der Kulturvereinigung von Arica.
Díaz Fleming ist der Urheber mehrerer monumentaler Wüstenskulpturen mit dem Titel Presencias Tutelares. Weitere Werke ähnlichen Formats schuf er in Concepción (Rucapillán) und in Copiapó (Atacama).
Werke von Díaz Fleming befinden sich in den Museen für Kunst in Valparaíso, im Museum für zeitgenössische Kunst in Santiago de Chile, in der Universität Complutense in Madrid, im Museum für Moderne Kunst der Universität Santa Catalina in Florianópolis, Brasilien, sowie in Museen in Peru und Ecuador.
Flemings Bruder ist der Professor für Physikalische Chemie Guillermo Díaz Fleming in Valparaiso.

## Einzelausstellungen
- 1976, 1989 in Tacna, Perú
- 1977, 1979, 1983 in Santiago de Chile
- 1987, 1990 in Iquique, Chile
- 1989 in Madrid, Spanien
- 1992 in Arica, Chile
- 1993 in Cuenca, Ecuador
- 1992 in Valparaíso, Chile
- 1995 in Quito, Ecuador
- 1996 in Arequipa, Perú

## Auszeichnungen und Preise
- Goldmedaille des Präsidenten der Republik in Valparaíso (Chile), 1968
- 1. Preis für Skulpturen im Sommersalon Viña del Mar, 1970
- Ehrenpreis der ersten internationalen Kunstbiennale in Valparaíso (Chile), 1973
- 1. Medaille für Skulpturen in nationalen Wettstreit der Bildenden Künste, Santiago de Chile, 1976
- Erster Preis im Bereich Bildhauerei, “Certamen Nacional de Artes Visuales” (Chile), 1981
- Mención Honrosa,  Florianópolis, Brasilien, 1994